# Isla Barbareta
La Isla Barbareta es el nombre que recibe una isla en el municipio de José Santos Guardiola en el Departamento de las Islas de la Bahía, en el Mar Caribe al norte del país centroamericano de Honduras. Tiene una superficie aproximada de 600 hectáreas o 6 kilómetros cuadrados con una población de apenas 16 personas según datos del censo de 2012. 
Según informaciones de 2007 la isla habría sido vendida por una corporación petrolera a un particular estadounidense, sin embargo el gobierno de Honduras declaró el territorio de la isla un parque marino, reserva natural y refugio de aves.